# 楠梓仙溪東里
楠梓仙溪東里，是台灣南部自清治時期至日治初期的一個行政區劃，其範圍包括今高雄市的甲仙區全部、杉林區北部、六龜區中北部，以及台南市的南化區中北部。
楠梓仙溪東里北邊為嘉義東堡，東邊為蕃地，南邊為港西上里，西邊為羅漢外門里、內新化南里、楠梓仙溪西里。

## 管轄街庄
楠梓仙溪東里共轄10個庄：
- 今甲仙、南化區境內：阿里關庄、大邱園庄
- 今杉林區境內：山杉林庄、茄苳湖庄、十張犁庄、新
- 今六龜區境內：六龜里庄、土壠灣庄、荖濃庄、新開庄